# Асада (княжество)
Княжество Асада (яп. 麻田藩 Асада-хан) — феодальное княжество (хан) в Японии периода Эдо (1615—1871). Асада-хан располагался в провинции Сэтцу (современная префектура Осака) на острове Хонсю.

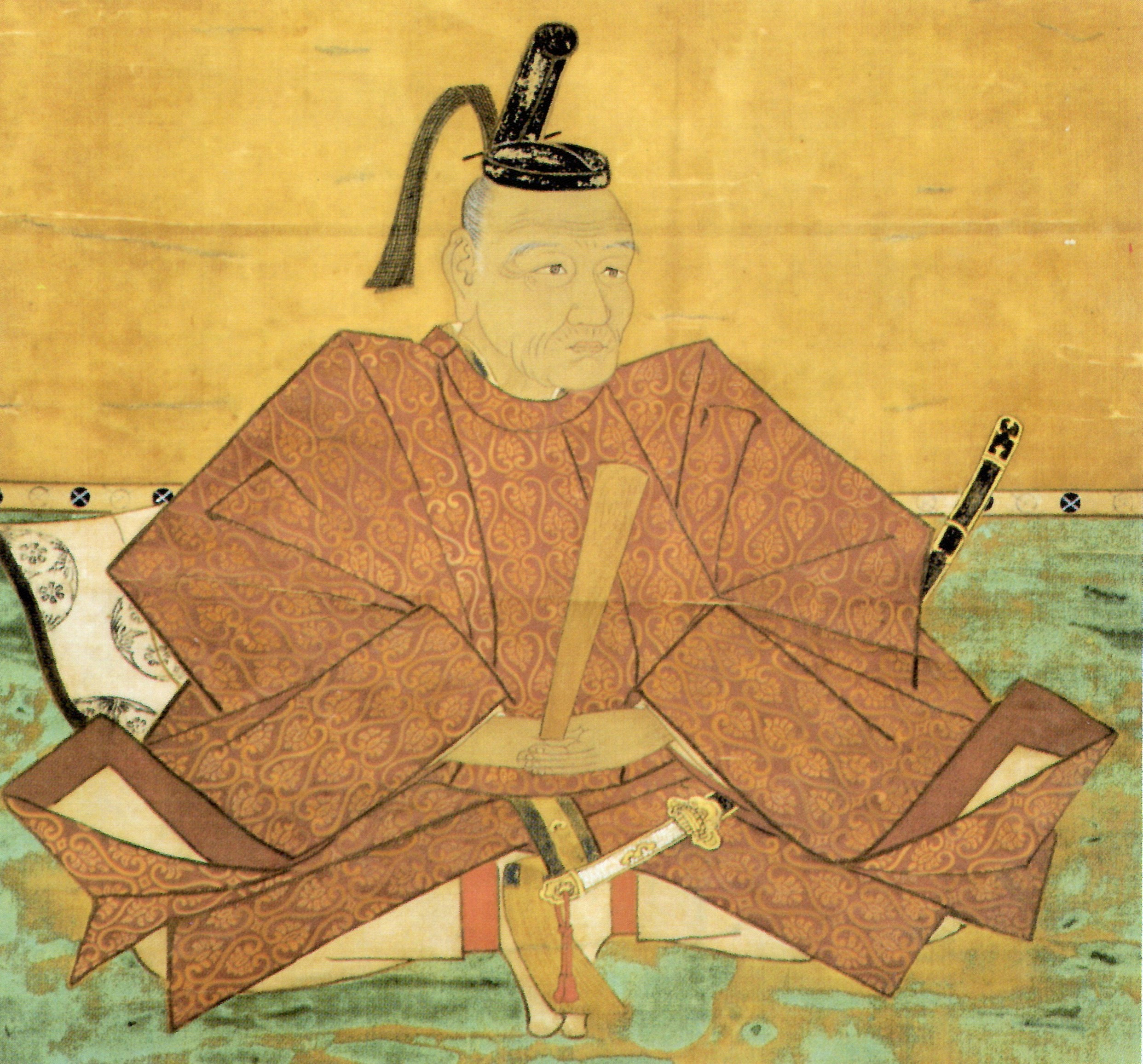
Аоки Кадзусигэ (1551—1628), первый даймё Асада-хана (1615—1619)

Аоки Сигэёси (1853—1884), последний (14-й) даймё Асада-хана (1856—1871)

Административный центр хана: Асада jinya в провинции Сэтцу (современный город Тоёнака в префектуре Осака).
Княжество было основано в 1615 году Аоки Кадзусигэ (1551—1628), который был вассалом рода Тоётоми, но после Осакской кампании получил во владение от Токугава Иэясу домен Асада в провинции Сэтцу (12 000 коку). Его потомки из клана Аоки управляли княжеством Асада вплоть до Реставрации Мэйдзи.

## Список даймё
- Род Аоки (тодзама; 12,000 коку)

1. Аоки Кадзусигэ (青木一重; 1551—1628), даймё Асада-хана (1615—1619), старший сын Аоки Сигэнао (1529—1614)
2. Аоки Сигэканэ (青木重兼; 1607—1682), даймё Асада-хана (1619—1672), приёмный сын предыдущего
3. Аоки Сигэмаса (青木重正; 1625—1693), даймё Асада-хана (1672—1693), приёмный сын предыдущего
4. Аоки Сигэнори (青木重矩; 1665—1729), даймё Асада-хана (1693—1713), второй сын предыдущего
5. Аоки Кадзуцунэ (青木一典; 1697—1736), даймё Асада-хана (1713—1736), старший сын предыдущего
6. Аоки Кадзукуни (青木一都; 1721—1749), даймё Асада-хана (1736—1749), старший сын предыдущего
7. Аоки Тикацунэ (青木見典; 1723—1754), даймё Асада-хана (1749—1754), младший брат предыдущего, второй сын Аоки Кадзуцунэ
8. Аоки Кадзуёси (青木一新; 1728—1781), даймё Асада-хана (1754—1770), третий сын Аоки Кадзуцунэ
9. Аоки Кадзуцура (青木一貫; 1734—1786), даймё Асада-хана (1770—1786), приёмный сын предыдущего
10. Аоки Кадзусада (青木一貞; 1776—1831), даймё Асада-хана (1786—1821), четвёртый сын предыдущего
11. Аоки Сигэкацу (青木重龍; 1800—1858), даймё Асада-хана (1821—1847), старший сын предыдущего
12. Аоки Кадзуоки (青木一興; 1822—1849), даймё Асада-хана (1847—1849), младший брат предыдущего
13. Аоки Кадзухиро (青木一咸; 1828—1856), даймё Асада-хана (1849—1856), приёмный сын предыдущего
14. Аоки Сигэёси (青木重義; 1853—1884), последний даймё Асада-хана (1856—1871), сын Аоки Сигэкацу, приёмный сын предыдущего.